# U-Bahnhof Martim Moniz

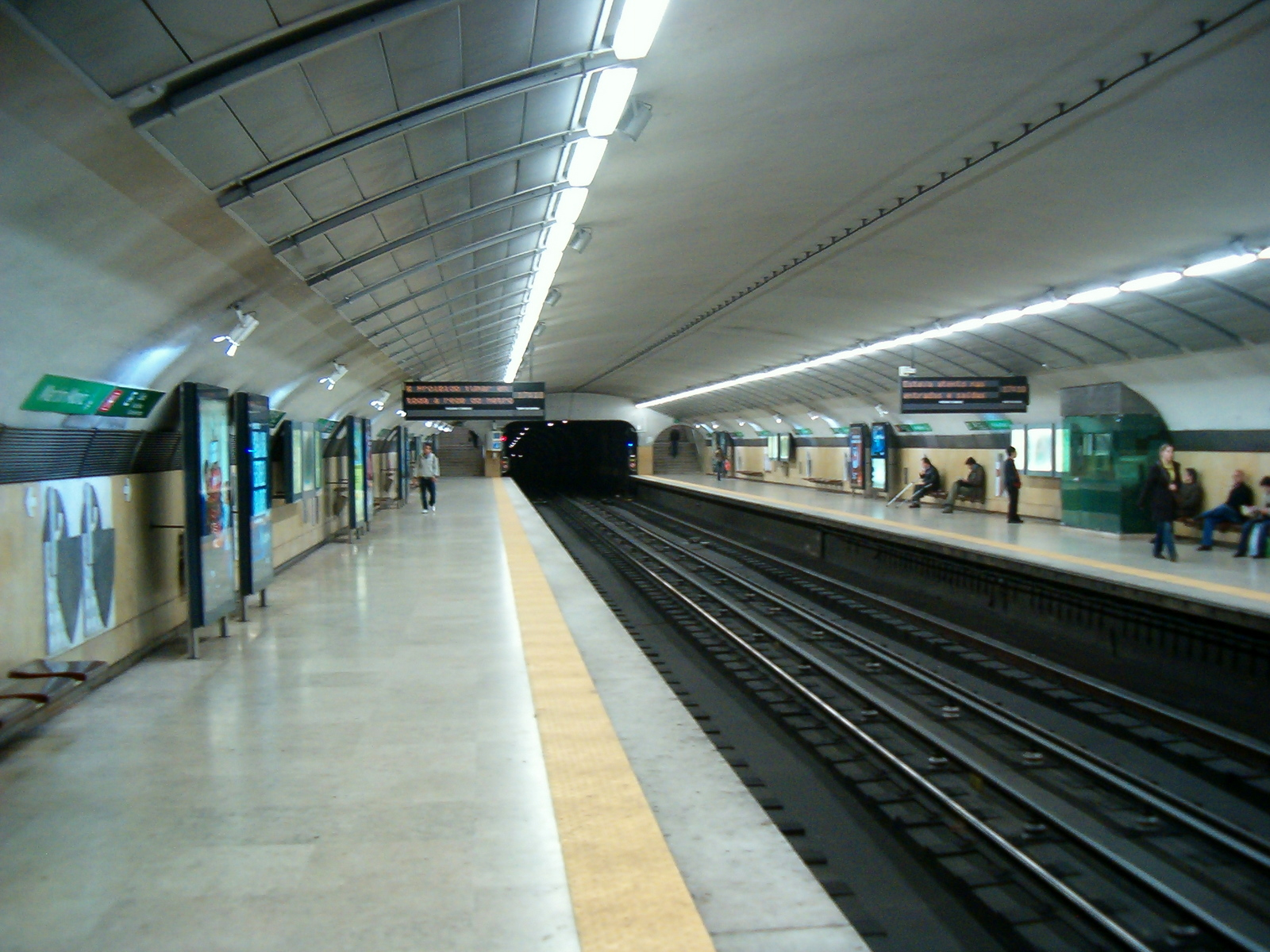
Der Bahnhof Martim Moniz besitzt zwei 70 Meter lange Seitenbahnsteige

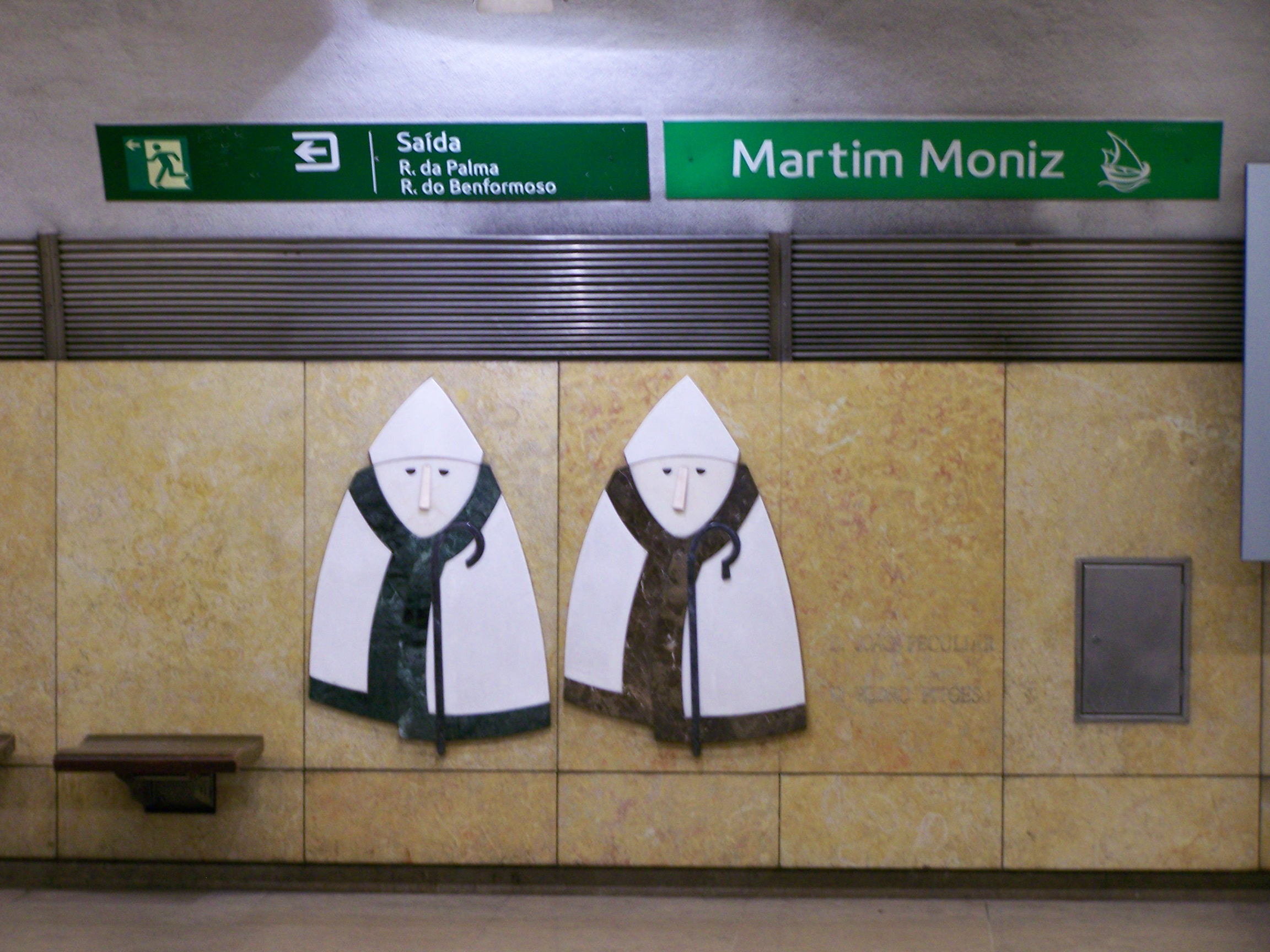
Bei der Neugestaltung 1996/97 entwarf der Künstler José João Brito mehrere Plastiken, die an die Wiedereroberung Lissabons und die Vertreibung der Mauren erinnern soll, bei der die namensgebende Legendengestalt Martim Moniz mitgewirkt haben sollen

Martim Moniz – bis 1998 Socorro – ist ein U-Bahnhof der Linha Verde der Metro Lissabon, des U-Bahn-Netzes der portugiesischen Hauptstadt. Der Bahnhof befindet sich unter dem gleichnamigen Platz (Praça Martim Moniz) in der Stadtgemeinde Santa Maria Maior. Die Nachbarstationen des Bahnhofes sind Rossio und Intendente. Der Bahnhof ging am 28. September 1966 in Betrieb.

## Geschichte
Nachdem bis 1963 das Grundnetz der Metro Lissabon in Form eines Ypsilons mit zwei Strecken nach Entre Campos und Sete Rios fertiggestellt worden war, begannen die Bauarbeiten für eine Verlängerung der Strecke vom Bahnhof Restauradores in Richtung Alvalade, wo sich besonders nach dem Zweiten Weltkrieg ein neues Geschäftszentrum entwickelte. Aus diesem Grunde sollte der südliche Streckenast, zu dem sich die beiden nördlichen vereinten, mittels einer großen Kurve nach Norden verlängert werden. Dies geschah in drei Etappen, zunächst wurde Restauradores–Rossio am 27. Januar 1963 eröffnet. Drei Jahre später folgte die Etappe Rossio–Anjos (28. September 1966), 1972 die Etappe Anjos–Alvalade (18. Juni 1972).
So erfolgte am 28. September 1966 unter anderem, neben Intendente und Anjos, die Eröffnung des U-Bahnhofes Socorro. Alle drei Bahnhöfe ähneln sich hinsichtlich ihrer Architektur stark, da alle von dem Architekten Dinis Gomes entworfen wurden. So besitzt der Bahnhof eine relativ flache, abgerundete Bahnsteighalle mit zwei 70 Meter langen Seitenbahnsteigen, die hinsichtlich ihrer Form stark an die ersten Métrostationen in Paris erinnern. Für die künstlerische Ausgestaltung war wie bei allen ersten Lissabonner U-Bahnhöfen die Künstlerin Maria Keil zuständig. Sie wählte für den Bahnhof Socorro Fliesen mit Kreisen und vertikalen Streifen in starken Gelb- und Grüntönen.
Im Zuge einer großen Umbenennungsaktion im Jahr 1998 erhielt der Bahnhof einen neuen Namen. Der Name der benachbarten Freguesia (Socorro) wurde durch Martim Moniz ersetzt. Es handelt sich dabei um den Namen des Platzes, unter dem er liegt. Martim Moniz ist eine Legendengestalt, die bei der Wiedereroberung der Stadt Lissabon und der Vertreibung der Mauren mitgewirkt haben soll.
Im Rahmen des Erweiterungsplans der Metro Lissabon bis 1999 (Plano de Expansão da Rede 1999) stand die Sanierung des Bahnhofes an, die 1996 begann und am 10. Mai 1997 vollendet werden konnte. Für die Sanierung selbst war der Architekt Paulo Brito da Silva verantwortlich, für die künstlerische Neugestaltung wählte die Metropolitano de Lisboa, EP die Künstler Gracinda Candeias und José João Brito aus. Candeias wählte für die Zwischengeschosse verschiedene Motive (Portugal, Arabien, Afrika) des Multikulturalismus und möchte so an die ursprüngliche Bedeutung der benachbarten Mouraria erinnern. Brito wiederum wählte für die Bahnsteigwände hellen Stein in gelbbraunen Tönen und entwarf mehrere Plastiken in Form von Rittern und Bischöfen, die hier besonders auf die Legende des Martim Moniz Bezug nehmen.
Bis heute besitzt der Bahnhof keine Aufzüge und gilt daher als nicht barrierefrei. Auch ist eher mittel- bis langfristig eine Nachrüstung vorgesehen, da sich die Betreibergesellschaft vor allem auf eine Expansion des U-Bahn-Netzes konzentriert.

## Verlauf
Am U-Bahnhof bestehen Umsteigemöglichkeiten zu den Bus- und Straßenbahnlinien der Carris.
| Linie | Verlauf |
| ----- | --- |
|       | Telheiras – Campo Grande – Alvalade – Roma – Areeiro – Alameda – Arroios – Anjos – Intendente – Martim Moniz – Rossio – Baixa-Chiado – Cais do Sodré |